# Segel (Skulptur Bremen)

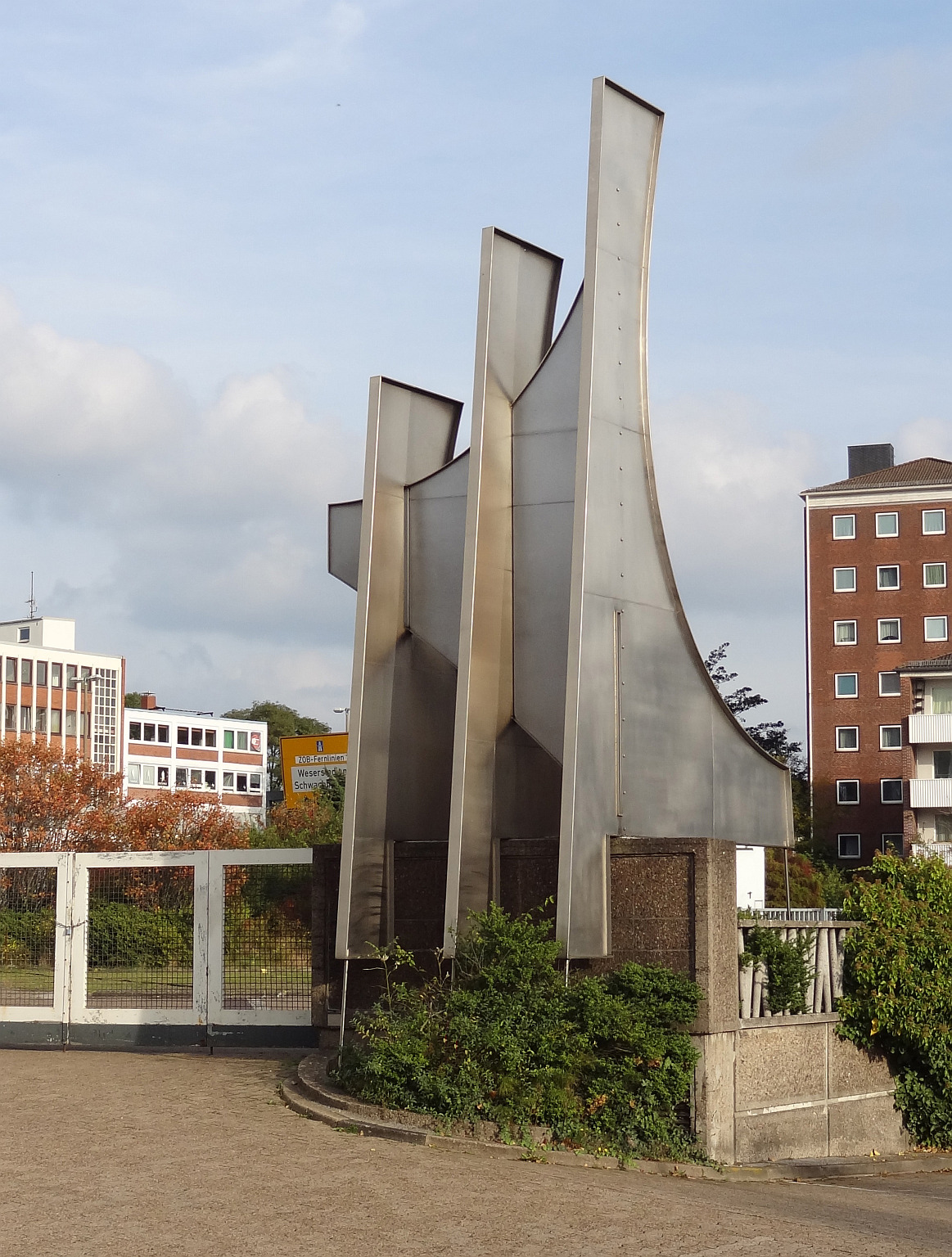
Segel

Die Skulptur Segel in Bremen-Mitte, Falkenstraße 45 beim ehemaligen Bundeswehrhochhaus, wird in der Liste der Denkmale und Standbilder der Stadt Bremen geführt.
Die Plastik aus Edelstahl auf einem Betonsockel stammt von dem Stuttgarter Künstler Hans Dieter Bohnet. Sie wurde 1982 nach der Errichtung des ehemaligen Sitz des Kreiswehrersatzamtes aufgestellt. 

Der Künstler stellt im maritimen Bremen drei Segel dar.

Von Bohnet stammt u. a. die Stahl-Skulptur Integration (1976) vor dem „Langen Eugen“ am Rheinufer in Bonn sowie mehrere Kunststationen für die Internationale Gartenbauausstellung 1993 (IGA 93) in Stuttgart.